# OverFOURe
Overfoure è un singolo del rapper italiano Lazza, pubblicato il 26 novembre 2024 come quarto estratto dal quarto album in studio Locura.

## Descrizione
Il brano affronta temi di autenticità, lotta personale e critica al mondo della musica e della fama. Il brano tocca anche la vulnerabilità e l’importanza di salvare se stessi prima di tutto. Nel brano Lazza usa  la base di Notturno N°13 di Fryderyk Chopin.

## Tracce
Testi di Jacopo Lazzarini, musiche di Diego Vincenzo Vettraino, Lorenzo Paolo Spinosa e Fryderyk Chopin.
1. Overfoure – 2:59

## Classifiche

### Classifiche settimanali
| Classifica (2024) | Posizione massima |
| ----------------- | ----------------- |
| Italia            | 30                |